# Гинзбург, Александр Самуилович
Алекса́ндр Самуи́лович Ги́нзбург (род. 30 апреля 1944, Москва) — доктор физико-математических наук, заместитель директора Института физики атмосферы им. А. М. Обухова РАН, участник Комитета советских учёных против атомной угрозы (КСУ), заместитель председателя Российского Пагуошского комитета.

## Биография
Родился и проживает в Москве. В 1966 году окончил МехМат МГУ.
В ИФА РАН начинал с должности стажёра-исследователя, младшего, а затем старшего и, наконец, ведущего научного сотрудника. Как кандидатскую, так и докторскую диссертации посвятил сравнительному анализу атмосфер Земли и Марса. С 2002 года — заведующий Лабораторией математической экологии (в составе Отдела исследования климатических процессов). С 2003 года — заместитель директора по научной работе. Является ответственным секретарём (ответственным редактором) журнала «Известия РАН. Серия „Физика атмосферы и океана“».
C 1970 года — лектор Общества «Знание» России, имеет научно-педагогический стаж более 44 лет. Член правления НКО «Международный гуманитарный общественный фонд „Знание“» им. академика К. В. Фролова.
Генеральный директор некоммерческого негосударственного фонда «Развитие и окружающая среда», руководитель Регионального управляющего комитета (региональный директор) Международной образовательной программы «Лидеры в области окружающей среды и развития» для стран СНГ, член Международного фонда попечителей Московского государственного авиационного технологического университета им. К. Э. Циолковского.
Член Совета директоров и заместитель председателя Научно-технического совета ОАО «НПО „Российский Экологический Союз“».
Принимал активное участие в научных исследованиях по «ядерной зиме», был членом Комитета советских ученых за мир, против угрозы ядерной войны (КСУ), участвовал во встречах международного движения «Врачи мира за предотвращение ядерной войны».
С 1988 года является членом Советского (а с 1992 года — Российского) Пагуошского комитета при Президиуме РАН. Был соавтором Декларации Пагуошского совета «Обеспечить выживание человечества», принятой во время 38-й всемирной Пагуошской конференции (Дагомыс, СССР, 1988). В 1995 году вошел в состав Президиума Российского комитета. В 2005 году Президиумом РАН был утвержден ответственным секретарем Организационного комитета по подготовке и проведению мероприятий, посвященных 50-летию Манифеста Рассела — Эйнштейна. Постоянный участник международных и региональных программ Пагуошского движения учёных. С 2009 года — заместитель председателя Российского Пагуошского комитета. Член Бюро Международной общественной организации «Федерация мира и согласия».
С 2008 года — член Общественного совета города Москвы: заместитель председателя Комиссии по культурной, информационной и градостроительной политике, член Комиссии по улучшению качества жизни москвичей. Член Экологического консультативного совета при мэре Москвы. Член Общественного совета при мэре Москвы по проблемам градостроительства и архитектурно-художественного облика города.
Член Научно-экспертного совета при Председателе Совета Федерации Федерального Собрания РФ (секция № 5: «Экологическая политика»).
Председатель экспертного совета журнала «Экоград. Московский экологический журнал».
Автор ряда научных и научно-популярных трудов, изданных на многих языках.